# Charles Bryce
Charles H. Bryce was als Engelse majoor geïnterneerd in Den Haag tijdens de Eerste Wereldoorlog.
Behalve militair was hij ook enthousiast golfer.
In 1912 was Nederland als vierde land in Europa begonnen met het organiseren van een jaarlijks Professioneel Toernooi. Het werd niet direct jaarlijks, want 1913 en 1914 werden overgeslagen. Gerry del Court van Krimpen won als amateur in 1915 het toernooi met een score van 152. In die tijd kwamen Britse militairen naar Nederland, en werden geïnterneerd. Enkelen speelden in 1916 aan het toernooi mee, en hiermee was het Open ineens een Internationaal Open geworden. Bryce won ook met een score van 152.